# 氷川神社 (中野区東中野)
氷川神社 （ひかわじんじゃ）は東京都中野区東中野一丁目にある神社。旧中野村の総鎮守社。地名を冠して中野氷川神社（なかのひかわじんじゃ）とも称される。

## 祭神
- 須佐之男命（すさのおのみこと）
- 奇稲田姫命（くしなだひめのみこと）
- 大巳貴命（おおなむちのみこと）

## 由緒
長元3年（1030年）、源頼信が平忠常討伐の際に武蔵国一宮・大宮氷川神社より勧請し祠を建立したことに始まる。文明9年（1477年）には、太田道灌が豊島泰経・泰明兄弟討伐の際に当社で戦勝祈願し、凱旋後社殿を造営した。
旧別当寺は宝仙寺である。
明治以降戦前まで、この地は旧日本軍の高級将校たちが多く住んでいたことから「軍人町」と呼ばれていた。社号標の文字は本庄繁陸軍大将の筆である。

## 例祭日
- 9月15日

## 所在地
- 東京都中野区東中野1-11-1

## 交通
- JR中央・総武線（各駅停車），都営大江戸線 - 東中野駅下車徒歩5分
- 東京メトロ丸ノ内線，都営大江戸線 - 中野坂上駅下車徒歩7分
- 京王バス 宮下交差点停留所 など

## 関連施設
- 社殿の裏は中野区立氷川公園として利用されている。
- 直近の山手通りと大久保通りの交差点は宮下交差点と呼ばれている。

## ギャラリー

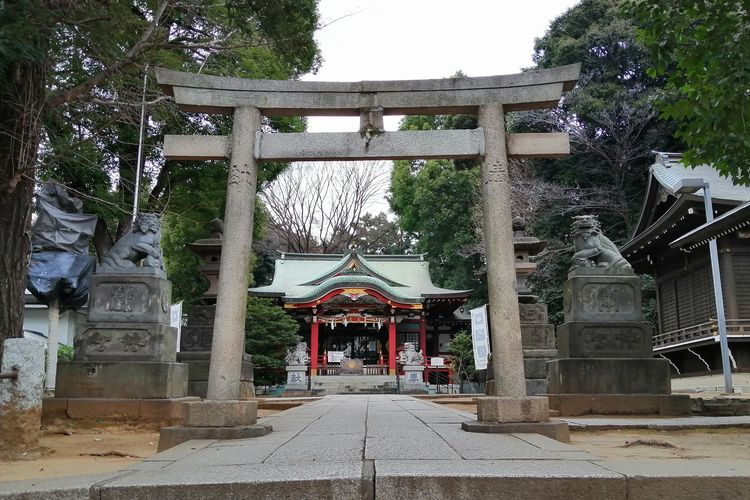
社殿
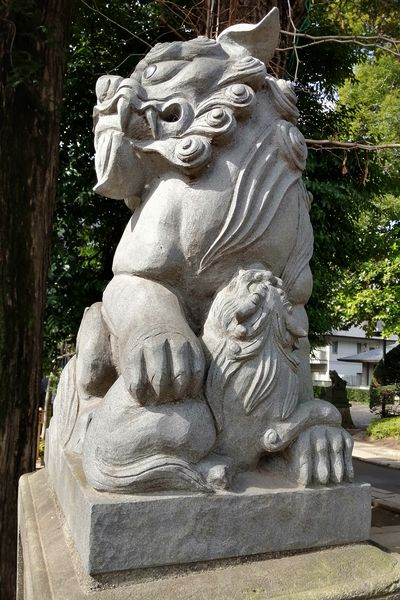
狛犬（左・吽形）
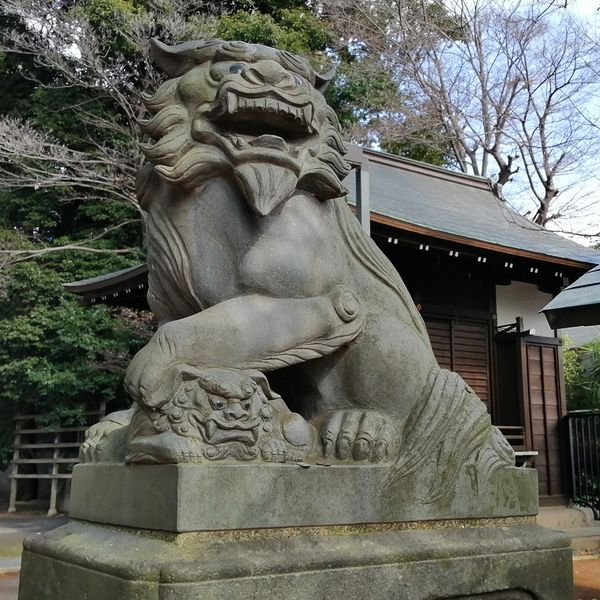
狛犬（右・阿形）
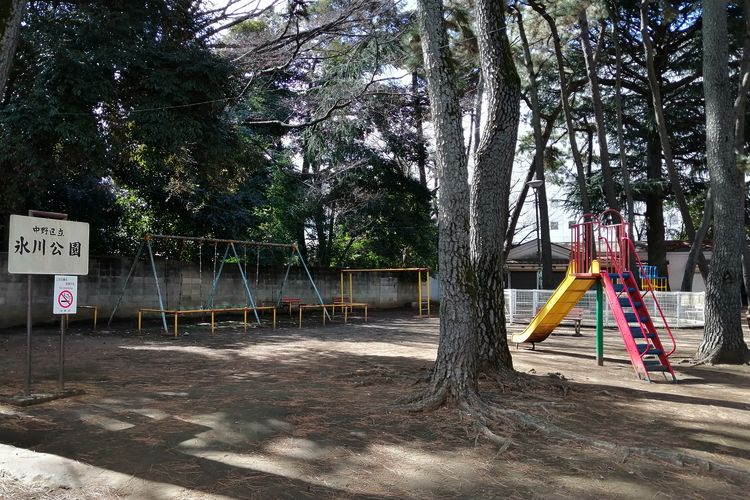
氷川公園
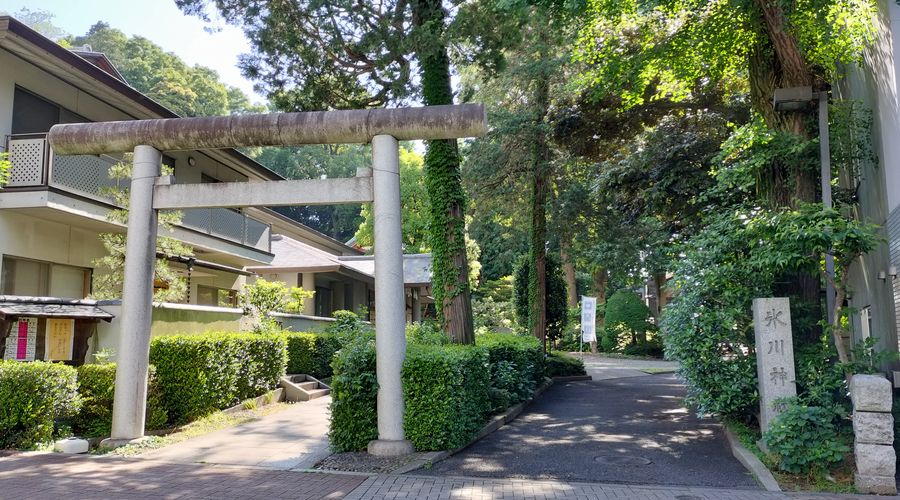
西側の鳥居。山手通りに面している。